# Friedrich Ferdinand Flemming
Friedrich Ferdinand Flemming (28. februar 1778 i Neuhausen, Sachsen – 27. maj 1813) var praktiserende læge i Berlin, medlem af den Zelterske Liederttafel, kendt som komponist af Horats Integer vitæ for mandskor.